# Stichting Opkikker
Stichting Opkikker is een non-profitorganisatie met als doel het verzorgen van ontspanning voor gezinnen met een langdurig ziek kind en door middel van een Opkikkerdag en het Ambassadeurschap de ziekte naar de achtergrond te laten verdwijnen. De stichting wordt ondersteund door een groep medewerkers en honderden vrijwilligers. Stichting Opkikker geeft jaarlijks zo'n 2000 gezinnen een Opkikkerdag.

## Geschiedenis
De stichting is in 1995 opgericht door Ruud Sliphorst, Patrica Boddy, mevrouw Van Dock, John Uilenbroek en mevrouw Pieters. Uitgangspunt was dat een ziek kind langdurig onder behandeling is of een langdurige behandeling tegemoet gaat in een van de 95 ziekenhuizen of instellingen waar Stichting Opkikker mee samenwerkt.

## Opkikkerdagen
Opkikkerdagen zijn dagen waarop meerdere gezinnen een bijzondere dag krijgen aangeboden. Het doel van een Opkikkerdag is om dierbare herinneringen met het gezin te maken. Een Opkikkerdag komt tot stand met behulp van sponsoren en vrijwilligers. De Opkikkerdag wordt op een vaste locatie gehouden, vakantiepark De Eemhof, waarbij gebruikgemaakt wordt van onder andere de horeca, het zwembad, ruimte rondom het park, de haven en twee vaste accommodaties genaamd 'Opkikkerland'. 20 tot 50 gezinnen per Opkikkerdag worden ontvangen op het park, jaarlijks circa 2000 gezinnen. Activiteiten zijn onder andere helikoptervluchten, kookworkshops, fotoshoots, rollenspellen, schoonheidsbehandelingen en sportwagentoertochten.

## Ambassadeurs
Na de Opkikkerdag volgt het ambassadeurschap. Met het ambassadeurschap ontwikkelen de kinderen trots, eigenwaarde, verantwoordelijkheid, sociaal contact en kracht, met als uitgangspunt de transformatie van patiënt naar ambassadeur. De stichting telt ruim 2700 ambassadeurs in de leeftijd van 5 tot en met 18 jaar oud. Deze ambassadeurs zetten zich zelfstandig in voor Stichting Opkikker door middel van persoonlijke acties.